# Yeşilyurt Spor Kulübü 2013-2014 (pallavolo)
Questa voce raccoglie le informazioni riguardanti lo Yeşilyurt Spor Kulübü nella stagione 2013-2014.

## Organigramma societario
Area direttiva
- Presidente: Necmettin Karabacak

Area tecnica
- Allenatore: Üzeyir Özdurak
- Secondo allenatore: Mehmet Yücel

## Rosa
| N° | Nome              | Ruolo | Data di nascita  | Nazionalità sportiva |
| -- | ----------------- | ----- | ---------------- | -------------------- |
| 1  | Ceren Çağlar      | C     | 29 novembre 1992 | Turchia              |
| 2  | Tuğçe Hocaoğlu    | P     | 1º luglio 1988   | Turchia              |
| 3  | Pınar Motur       | C     | 1993             | Turchia              |
| 6  | Simge Aköz        | L     | 23 aprile 1991   | Turchia              |
| 7  | Şule Yetimoğlu    | L     | 5 gennaio 1992   | Turchia              |
| 9  | Ceren Kestirengöz | O     | 19 luglio 1993   | Turchia              |
| 10 | Merve Tanıl       | P     | 22 febbraio 1990 | Turchia              |
| 11 | Duygu Öztürk      | S     | 1992             | Turchia              |
| 12 | Kyla Richey       | S     | 20 giugno 1989   | Canada               |
| 14 | Seray Altay       | O     | 25 agosto 1987   | Turchia              |
| 15 | Rita Liliom       | S     | 23 maggio 1986   | Ungheria             |
| 16 | Özge Yurtdagülen  | C     | 6 agosto 1993    | Turchia              |
| 17 | Hümay Topaloğlu   | S     | 3 agosto 1996    | Turchia              |

## Statistiche

### Statistiche di squadra
| Competizione     | Punti | In casa | In casa | In casa | In trasferta | In trasferta | In trasferta | Totale | Totale | Totale |
| Competizione     | Punti | G       | V       | P       | G            | V            | P            | G      | V      | P      |
| ---------------- | ----- | ------- | ------- | ------- | ------------ | ------------ | ------------ | ------ | ------ | ------ |
| Voleybol 1. Ligi | 27,5  | 12      | 5       | 7       | 12           | 3            | 9            | 24     | 8      | 16     |
| Coppa di Turchia | -     | 1       | 0       | 1       | 1            | 0            | 1            | 2      | 0      | 2      |
| Totale           | -     | 13      | 5       | 8       | 13           | 3            | 10           | 26     | 8      | 18     |

G = partite giocate; V = partite vinte; P = partite perse

### Statistiche dei giocatori
| Giocatore      | Voleybol 1. Ligi | Voleybol 1. Ligi | Voleybol 1. Ligi | Voleybol 1. Ligi | Voleybol 1. Ligi | Coppa di Turchia | Coppa di Turchia | Coppa di Turchia | Coppa di Turchia | Coppa di Turchia | Totale | Totale | Totale | Totale | Totale |
| Giocatore      | P                | PT               | AV               | MV               | BV               | P                | PT               | AV               | MV               | BV               | P      | PT     | AV     | MV     | BV     |
| -------------- | ---------------- | ---------------- | ---------------- | ---------------- | ---------------- | ---------------- | ---------------- | ---------------- | ---------------- | ---------------- | ------ | ------ | ------ | ------ | ------ |
| S. Aköz        | 24               | 2                | 1                | 1                | 0                | 2                | 0                | 0                | 0                | 0                | 26     | 2      | 1      | 1      | 0      |
| S. Altay       | 24               | 266              | 237              | 21               | 8                | 2                | 11               | 10               | 1                | 0                | 26     | 277    | 247    | 22     | 8      |
| C. Çağlar      | 24               | 188              | 97               | 36               | 55               | 2                | 17               | 10               | 3                | 4                | 26     | 205    | 107    | 39     | 59     |
| T. Hocaoğlu    | 13               | 27               | 6                | 3                | 18               | 2                | 2                | 0                | 0                | 2                | 15     | 29     | 6      | 3      | 20     |
| C. Kestirengöz | 24               | 216              | 174              | 32               | 10               | 2                | 21               | 18               | 1                | 2                | 26     | 237    | 192    | 33     | 12     |
| R. Liliom      | 24               | 220              | 182              | 24               | 14               | 2                | 20               | 16               | 3                | 1                | 26     | 240    | 198    | 27     | 15     |
| P. Motur       | 1                | 0                | 0                | 0                | 0                | 0                | 0                | 0                | 0                | 0                | 1      | 0      | 0      | 0      | 0      |
| D. Öztürk      | 3                | 1                | 1                | 0                | 0                | 0                | 0                | 0                | 0                | 0                | 3      | 1      | 1      | 0      | 0      |
| K. Richey      | 24               | 177              | 142              | 14               | 21               | 2                | 15               | 11               | 2                | 2                | 26     | 192    | 153    | 16     | 23     |
| M. Tanıl       | 24               | 9                | 0                | 1                | 8                | 2                | 1                | 0                | 0                | 1                | 26     | 10     | 0      | 1      | 9      |
| H. Topaloğlu   | 2                | 0                | 0                | 0                | 0                | -                | -                | -                | -                | -                | 2      | 0      | 0      | 0      | 0      |
| Ş. Yetimoğlu   | 23               | 7                | 0                | 0                | 7                | 2                | 2                | 0                | 0                | 2                | 25     | 9      | 0      | 0      | 9      |
| Ö. Yurtdagülen | 24               | 209              | 122              | 67               | 20               | 2                | 31               | 18               | 10               | 3                | 26     | 240    | 140    | 77     | 23     |

P = presenze; PT = punti totali; AV = attacchi vincenti; MV = muri vincenti; BV = battute vincenti